# Матюшкін Олексій Михайлович
Олексій Михайлович Матюшкін (нар. 20 грудня 1927 — пом. 7 липня 2004) — радянський та російський психолог, доктор психологічних наук, професор, академік Російської академії освіти.

## Наукова діяльність
Олексій Матюшкін вивчав творче мислення. Він розробив та реалізував теорію і методи проблемного навчання. Сформулював концепцію творчої обдарованості [Архівовано 25 квітня 2017 у Wayback Machine.], повернувши значимість даної проблеми в пострадянський час.

## Нагороди та премії
Олексій Матюшкін [Архівовано 22 грудня 2018 у Wayback Machine.] — лауреат премії Уряду Російської Федерації у сфері освіти (1998) за створення і впровадження психолого-педагогічної розробки «Обдаровані діти: виявлення, навчання, розвиток» для загальноосвітніх установ. Нагороджений медаллю К. Д. Ушинського «За заслуги в галузі педагогічних наук» (1998), медаллю Г. І. Челпанова «За внесок у розвиток психологічної науки» (2002).

## Біографія
Олексій Матюшкін народився в селі Гривки Салтиковського району Саратовської області. З відзнакою закінчивши Коленську середню школу (с. Колєно Салтиковського району Саратовської області), продовжив навчання у Васильківській військовій авіаційній школі механіків. З 1944 року служив у бомбардувальному авіаполку, брав участь у німецько-радянській війні; нагороджений медаллю «За перемогу над Німеччиною у Великій Вітчизняній війні 1941—1945 рр…» і наступними ювілейними медалями.
У 1948 році вступив на відділення психології філософського факультету МДУ імені М. В. Ломоносова, який закінчив у 1953 році (нині — факультет психології МДУ). З 1954 по 1958 роки навчався в аспірантурі. Під керівництвом професора С. Л. Рубінштейна у 1960 році захистив дисертацію на здобуття наукового ступеня кандидата педагогічних наук (з психології) «Дослідження психологічних закономірностей процесу мислення (аналізу і узагальнення)», а в 1973 році — дисертацію на здобуття наукового ступеня доктора психологічних наук «Проблемні ситуації в мисленні та навчанні».
З 1978 по 1981 роки Олексій Матюшкін обіймав посаду професора факультету психології МДУ. З 1983 по 1990 роки він був директором НДІ загальної і педагогічної психології АПН СРСР (нині Психологічний інститут Російської академії освіти (ПІ РАО)). У 1981—1993 роках — головний редактор журналу «Питання психології». Академік РАО (1990). Член міжнародної асоціації «Обдаровані діти» (англ. Gifted children). З 1994 по 2004 роки — завідувач лабораторії психології обдарованості [Архівовано 17 жовтня 2018 у Wayback Machine.] (рос.) в ПІ РАО.
Під науковим керівництвом Олексія Матюшкіна захищено понад 20 кандидатських і докторських дисертацій.

## Основні публікації
- Психология мышления: Пер. с нем. и англ. / Под ред. и с вступ. статьей А. М. Матюшкина. — М., 1965. (рос.)
- Актуальные вопросы проблемного обучения //  Оконь В. Основы проблемного обучения / Отв. ред. А. М. Матюшкин. — М., 1968. (рос.)
- Проблемные ситуации в мышлении и обучении. — М., 1972. (рос.)
- Теоретические вопросы проблемного обучения //  Хрестоматия по возрастной и педагогической психологии. Работы советских психологов периода 1946—1980 гг. / Под ред. И. И. Ильясова, В. Я. Ляудис. — М., 1981. (рос.)
- Послесловие и комментарии А. М. Матюшкина к изданию: Л. С. Выготский. Собрание сочинений: В 6-ти томах. Т.3. Проблемы развития психики / Под ред. А. М. Матюшкина. — М., 1983. С. 338—360. (рос.)
- Концепция творческой одаренности // Вопросы психологии. — 1989. — № 6. (рос.)
- Развитие творческой активности школьников /Под ред. А. М. Матюшкина. — М., 1991. (рос.)
- Интуиция и творчество // Мир психологии. — 1996. — № 4 (9). (рос.)
- Психологические предпосылки творческого мышления. (По автобиографическим материалам П. А. Флоренского) // Мир психологии. — 2001. — № 1 (25). (рос.)
- Мышление. Обучение. Творчество: Монография. — М., 2003. (рос.)
- Одаренность и возраст. Развитие творческого потенциала одаренных детей: Учебное пособие / Под. ред. А. М. Матюшкина. — Москва-Воронеж, 2004. (рос.)
- Что такое одаренность: выявление и развитие одаренных детей. Классические тексты. / Под ред. А. М. Матюшкина, А. А. Матюшкиной. — М., 2008. (рос.)
- Психология мышления. Мышление как разрешение проблемных ситуаций. 2-е издание — переработанное и дополненное. /Под ред. и с заключительной статьей А. А. Матюшкиной. — М., 2017. (рос.)